# Каштановское сельское поселение (Ростовская область)
Каштановское сельское поселение — муниципальное образование в Обливском районе Ростовской области. 
Административный центр поселения — посёлок Каштановский.

## Население
| 2010 | 2012  | 2013  | 2014  | 2015  | 2016  | 2017  | 2018  | 2019  |
| ---- | ----- | ----- | ----- | ----- | ----- | ----- | ----- | ----- |
| 1113 | ↘1102 | ↘1068 | ↘1063 | ↘1031 | ↗1037 | ↘1027 | ↘1009 | ↘1003 |
| 2020 | 2021  |       |       |       |       |       |       |       |
| ↘998 | ↘986  |       |       |       |       |       |       |       |

## Состав сельского поселения
| № | Населённый пункт | Тип населённого пункта          | Население |
| - | ---------------- | ------------------------------- | --------- |
| 1 | Запрудный        | посёлок                         | 275       |
| 2 | Каштановский     | посёлок, административный центр | 546       |
| 3 | Пухов            | посёлок                         | 151       |
| 4 | Шаповаловка      | посёлок                         | 141       |